# Ford Thames 400E
Ford Thames 400E — малотоннажный грузовой автомобиль, выпускаемый компанией Ford с 1957 по 1965 год. Вытеснен с конвейера моделью Ford Transit. 

## История
Автомобиль Ford Thames 400E впервые был представлен в 1957 году. Впереди присутствовал шильдик со словом Thames, выделенным жирным шрифтом. Под шильдиком присутствовал круглый шильдик 400.
В семейство Ford Thames 400E входили микроавтобусы и фургоны. Производство завершилось в марте 1965 года.
Именно таким фургоном пользовалась в начале 1960-х гг. для перевозки концертного оборудования группа "Битлз".
Всего было произведено 187000 экземпляров.

## Галерея

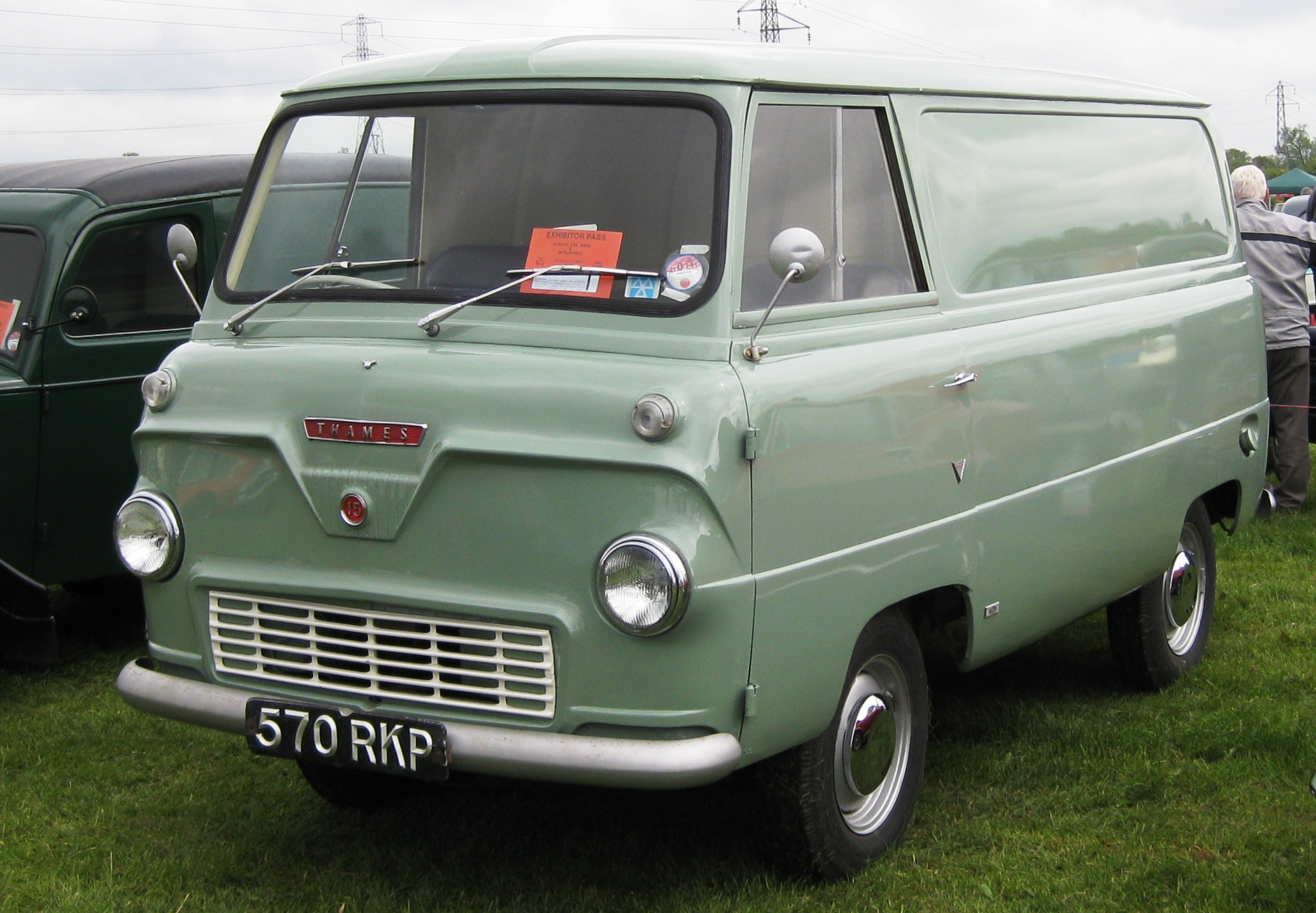
Ford Thames 15 cwt
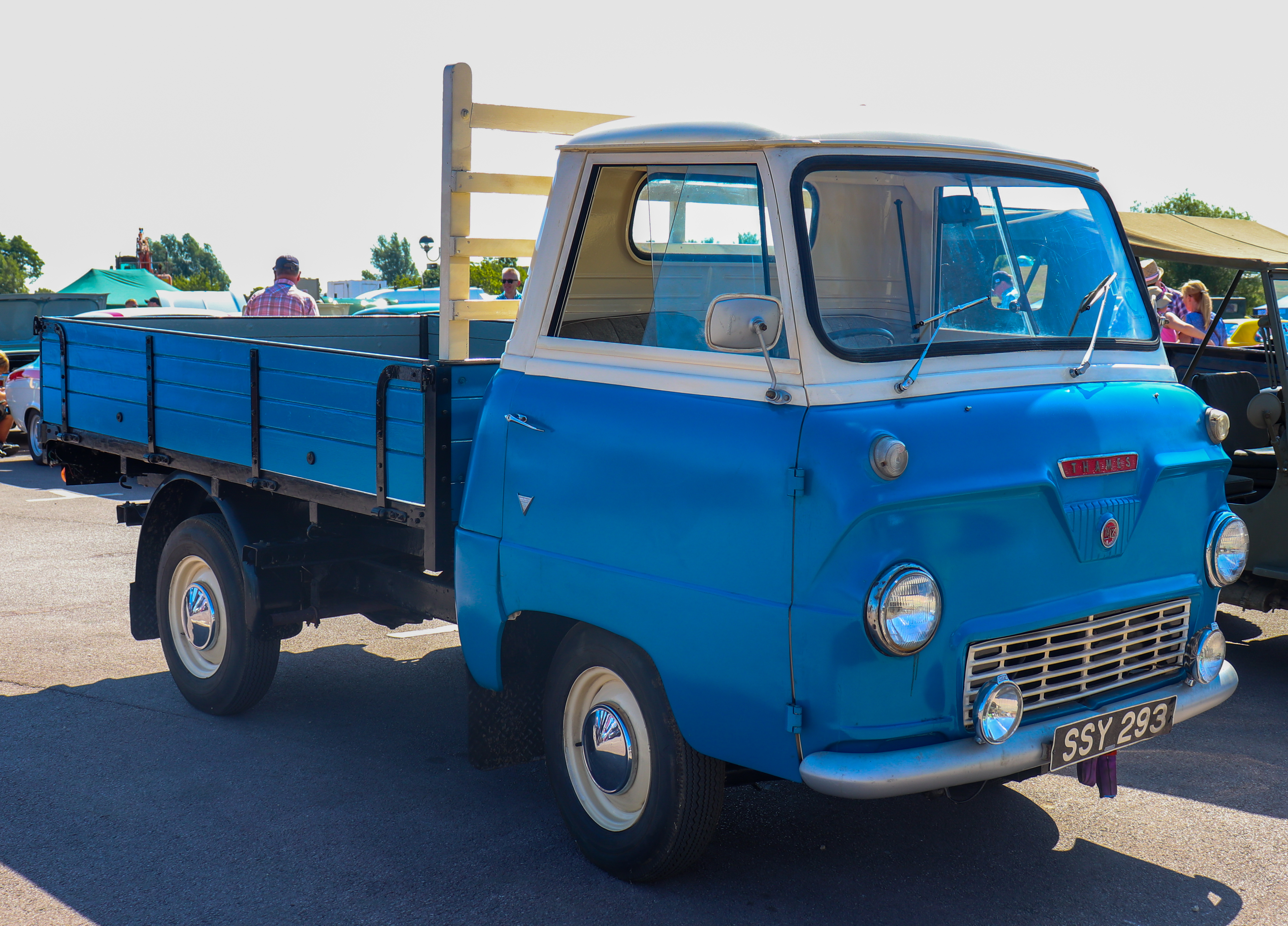
Ford Thames 15 cwt
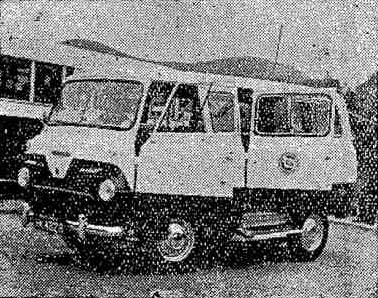
CMB Ford Thames 15cwt